# Johann Gorgias
Johann Gorgias (auch unter den Pseudonymen Veriphantor, Florindo und Poliandin; geboren am 25. Mai 1640 in Kronstadt, Siebenbürgen; gestorben am 7. Juni 1684 ebenda) war ein siebenbürgisch-sächsischer Schriftsteller.

## Leben
Über Gorgias’ Leben ist nur wenig bekannt. Nach Besuch des Gymnasiums in Kronstadt immatrikulierte er sich am 28. Juli 1659 an der Universität Wittenberg.
Am 24. Juni 1661 wurde er von Johann Rist in Wittenberg zum Dichter gekrönt und war spätestens 1664 unter dem Namen Florindo Mitglied in dessen Elbschwanenorden. Spätestens im Januar 1676 war er wieder in Kronstadt, wo er Ende März Leiter des Gymnasiums wurde.
Gorgias profilierte sich als ein Gegner der Alamode-Literatur seiner Zeit und wandte sich insbesondere gegen „Sprachmengerei“ und die gesellschaftliche Aufwertung der Frau.
So verfasste er 1666 unter dem Pseudonym Poliandin eine Gegenschrift zum Ehren-Preiß deß hochlöblichen Frauen-Zimmers (Frankfurt am Main 1663) des jesuitisch geprägten Wilhelm Ignaz Schütz, in der er als Vertreter eines konservativen Protestantismus sein Frauenbild verteidigte und den Frauen die Gelehrsamkeit absprach.
Die dadurch ausgelöste Kontroverse wurde stark beachtet und Jakob Thomasius nahm noch 1683 in einer Schrift De duobus scriptis contrariis Schutzii et Poliandini dazu Stellung.
In seinen stets pseudonym erscheinenden satirischen Romanen warnte Gorgias die „Liebhaber“ vor den „verführerischen und männischen Weibern“ und deren „Lastern“. Er lehnte sich in seiner Darstellungstechnik an den Schäfer- und Pikaroroman an, jedoch treten in seinen schlichten Geschichten Gattungsmerkmale in den Hintergrund. Die kurzen Erzählungen, welche „die Grenze des Obszönen nicht selten überschreiten, sind stets nur Exempel für den anschließenden moralisierenden Traktat“.
Zahlreiche Neuauflagen seiner Werke belegen, dass Gorgias an der Wende zum 18. Jahrhundert zu den meistgelesenen Autoren gehörte. Auch von den Romantikern (zum Beispiel Achim von Arnim und Clemens Brentano) wurde er noch rezipiert.

## Werke
- Veriphantors Jungferlicher Zeit-Vertreiber Leipzig 1665, Digitalisat.
- Veriphantors Buhlende Jungfer. 1665, Digitalisat.
- Veriphantors Betrogener Frontalbo. ca. 1665, Digitalisat. Neuausgabe: Hg. Heinz Rölleke. Bonn 1985. 2. Aufl. 1988.
- Poliandins gestürtzter Ehren-Preiß, des hochlöblichen Frauen-Zimmers, oder Verthädiger [sic!] männliches Geschlechts. Leipzig 1666. Nachdruck in: Ehren-Preiß deß Hochlöblichen Frauen-Zimmers / Gestürzter Ehren-Preiß des hochlöblichen Frauen-Zimmers. Hg. und eingeleitet von Marion Kintzinger. Hildesheim 2003, ISBN 3-487-11465-8.
- Kurze Rede eines Bauern. ca. 1672. Abgedruckt in: Beiträge zur deutsche Kultur 1 (1984), S. 75–86.